# Marija Vogelnik
Marija Vogelnik (r. Grafenauer), slovenska arhitektka, akademska slikarka, plesalka, likovna in plesna pedagoginja, kritičarka, teoretičarka, zgodovinarka in publicistka, * 15. oktober 1914, † 9. avgust 2008, Bohinj.

## Življenje
Marija Vogelnik se je rodila v Ljubljani 15. oktobra 1914 kot peti otrok in peta deklica (od skupno 13 otrok) v družini gimnazijskega profesorja in literarnega zgodovinarja Ivana Grafenauerja in Ljudmile (roj. Dolžan, iz Zabreznice). Med njenimi brati sta tudi akademika in univerzitetna profesorja zgodovinar Bogo in mineralog Stanko Grafenauer, med nečaki in nečakinjami tudi flavtistka Irena Grafenauer. 
V Ljubljani je (od leta 1925 do 1933) obiskovala klasično gimnazijo. Študirala je na oddelku za  arhitekturo Tehnične fakultete v Ljubljani pri Jožetu Plečniku in leta 1939 diplomirala. S plesom se je najprej srečala pri Pinu Mlakarju, potem bila tudi aktivna plesalka v plesni šoli Mete Vidmar. Od leta 1945 je študirala na beograjski akademiji in leta 1950 diplomirala iz slikarstva, dve leti pozneje pa je tam opravila še grafično specialko.
Poročena je bila z Dolfetom Vogelnikom. Njuni hčerki sta Mojca in Eka Vogelnik, ena od vnukinj pa Brina Vogelnik. 
Od leta 1955 do 1957 je bila zaposlena v Pionirskem domu v Ljubljani kot soustanoviteljica centra za baletno vzgojo otrok, nato od leta 1961 do 1964 kor direktorica Šole za oblikovanje v Ljubljani ter od 1968 do 1971 kot urednica plesnobaletnega programa na tedanji RTV Ljubljana. Predšolske otroke v Beogradu (1946-1952) in v Ljubljani (1953-1956) je uvajala v plesno umetnost, pisala scenarije za televizijske balete (RTV Ljubljana), predvsem pa od 1953 redno poročala in polemizirala o plesnih prireditvah v Delu, Dnevniku idr. Svojo plesno in baletno kritiko je sredi sedemdesetih dopolnila z avtorskim zgodovinskim pregledom Sodobni plesi na Slovenskem (1975). Od leta 1975 do 1979 je bila predsednica amaterske plesne in animatorske skupine "Kinetikon KUD" v Ljubljani.
Marija Vogelnik je po osvoboditvi sooblikovala sodobno slovensko pedagogiko in se z Meto Vidmar uvrstila med utemeljiteljice sodobnega slovenskega plesa. Bila je pobudnica in organizatorka "Ljubljanskih dnevov plesa" (1975-1981), kot svetovalka pa od leta 1992 stala o strani tudi njihovemu vsebinskemu nadaljevanju z naslovom "Dnevi plesa v Cankarjevemu domu". Upokojila se je leta 1979. 
Po upokojitvi pa je še vedno bila udeležena v dejavnosti Kinetikon KUD. Zlasti novinci pri animaciji lutk so se morali naučiti zavedati, kako se sami gibljejo, kar je Marija naredila, da so izkusil na zanimiv način iz svojih plesnih in koreografskih izkušenj tako, da so potem lahko animirali marionete tako, da je bilo gibanje lutk videti naravno (in mladina je bila presenečena, koliko mišic in njih kontrole jim je bilo treba razviti za ta "Gib" - kot je tej vadbi rekla Marija Vogelnikova). Sodelovala je tudi pri pripravi zgodb za snemanja animirano igranih oddaj nanizanke Bisergora(COBISS). Tako so bile besede polžike BibaMice večinoma vzete iz Marijinih izjav - tudi humorna o tem, kako jo, polžiko ki nima kolen, včasih bolijo kolena. Eka Vogelnik je čez o+poletje često v Ukancu v Bohinju izdelovala lutke in scene tako, da je Marija lahko videla in predlagala še kakšne svoje zamisli. Podobno je bilo tudi, ko so poleg nje in Eke tri vnukinje doma v Nebotičniku razvijale svoje zamisli pri glasbi, plesu, oblikovanju lutk, scen, dialogov, stavb... in ona povedala svoje zamisli, so bile često upoštevane - in tako ji ni bilo skoraj nikoli dolgčas N-+šđekaj tega je pokazal celovečerni dokumentarni film Ženske iz Nebotičnika, posnet l. 2006. 
Umrla je v Bohinju avgusta 2008.

## Delo
V likovni umetnosti se je uveljavila predvsem z ilustracijami za otroke in je bila kot edina slovenska ilustratorka vključena v antologijo Svetovne sodobne otroške ilustracije Bettine Hurliman iz leta 1965.
Od leta 1957 je z zgodbicami, članki in ilustracijami sodelovala tudi pri Cicibanu, Pionirju, Otroku in družini idr.
V ilustracijah je zavračala idealizacijo in uporabljala odkritja sodobnega likovnega jezika predvsem pri rešitvah prostora in figur ter z odnosom barve in linije.
Svoja slikarska dela je razstavljala v Ljubljani (samostojno 1952, skupinsko 1961) in v Beogradu (1952).

### Zgodbe, ki jih je sama napisala in ilustrirala
- Ročne lutke (1958)
- O deklici, ki je prehitro rasla (1959)
- Babica je najmlajša (1960)
- Papirna plastika (1960)
- Marija Vogelnik. »Boris Pilato«. Ljubljana: ZRC SAZU, 2013 – prek Slovenska biografija. {{SloBio}}

### Knjige, ki jih je ilustrirala
- Fran Miličinski; Trdoglav in Marjetica (1939), Mojca Pokrajculja (1943), Mladi oder (1945), Sirota Jerica (1945), Kresnice (1946)
- Matija Valjavec Kračmánov; Pedenjčlovek Laketbrada, Založba Murenček, Ljubljana (1945)
- Fran Levstik; Najdihojca (1948), Glejte jih, Mateje (1952)
- Josip Ribičič; Palčki (1953), Usodna igra (1956)
- Dragotin Kette; Pravljica o šivilji in škaricah (1954)
- Desanka Maksimović; Vetrova uspavanka (1953), Travniški zvonček (1968)
- Hans Christian Andersen; Palčica (1957)
- Ela Peroci; Breskve (1959)
- Vida Brest; Popotovanje v Tunizijo (1967)
- Jana Milčinski; Matiček in Maja, včeraj, danes, jutri in vsak dan (1968)
- Lili Novy; Pika-Poka (1968)
- Oton Župančič; Kanglica (1972), Šlo je šlo medvedovo (1975),
- Svetka Zorč (roj. Grafenauer); Krivopetnice in zlatorog (1985)[4]

Likovno je opremila več knjig za otroke in glasbenih učbenikov

### Zasnovala je tudi gledališke scene (in največkrat tudi kostume)
- Bojan Adamič; Pomladno srečanje (1960)
- H. Delft; Hura soncu in dežju (1960)
- Richard Strauss; Till Eulenspiegel (1960)
- Sergej Prokofjev; Peter in volk (1961)
- Mirko Mahnič; igrice Starec in živalca, Kobilica in konj, Veseli kužki (1963 (Mladininsko Gledališče Ljubljansko)
- Eugene Ionesco; Stoli (1960, Slovensko stalno gledališče v Trstu)
- Samuel Beckett; O, lepi dnevi (1964, Eksperimentalno gledališče Ljubljana.)
- G. B. Pergolesi; Služabnica - gospodarica (1965)
- Franz Kafka; Procesi' (1965, Ljubljanska Drama)

## Nagrade
Za mladinske ilustracije je prejela nagrado mlado pokolenje (Beograd 1958), plaketo Zlatno pero Beograda (1975) in Smrekarjevo nagrado za življenjsko delo (2004).

## Dela o njej, njenem delu in njeni družini
- ŽENSKE IZ NEBOTIČNIKA – Dokumentarni film 50 min 2006

Scenarij in režija: Dušan Moravec
Produkcija: RTV Slovenija - uredništvo dokumentarnega programa
TV Biografski film o članicah družine Vogelnik, ki so tedaj živele v Nebotičniku: Pet žensk, trije rodovi (mama, hči in tri vnukinje): tri arhitektke, dve slikarki, ena od ustanoviteljev šole za oblikovanje, druga diplomantka te šole, ena magistra AGRFT, dve režiserki (TV oddaj in animiranih filmov), tri plesalke, ena koreografka in teoretičarka plesa, ena kostumografka, scenografka, dve dizajnerki lutk, dve instrumentalni glasbenici na več instrumentih, 4 pevke, 4 animatorke lutk... in samo pet žensk iz Nebotičnika.
- Vogelnik, Eka; Avguštin, Maruša (2015). »Marija Vogelnik: Mojca Pokrajculja in nekaj umetničinih zgodnjih ilustracij«. Mesto Ljubljana. Mestna občina Ljubljana. Pridobljeno 30. marca 2025.

## Glej še
- Priimek Vogelnik
- Priimek Grafenauer